# ДніпроАЗОТ
Баскетбольний клуб «ДніпроАЗОТ» — український баскетбольний клуб з Кам'янського, заснований 2005 року. Розформований 2015 року.

## Історія
Першим турніром, в якому взяли участь дніпродзержинські баскетболісти, став чемпіонат України серед аматорських команд 2005/06 рр. «ДніпроАзот» успішно пройшов перший етап змагань, але потім у фіналі центрального регіону поступився путівкою в завершальну фазу турніру спортсменам із Запоріжжя. Потенціал колективу був далеко не вичерпаний, тому на сезон 2006/07 рр. «ДніпроАзот» було вирішено заявити в першу лігу національного чемпіонату. Змагання проходили по турової системі і перший тур в Донецьку «ДніпроАзот» провів не найкращим чином — явно позначалися властиві дебютантам хвилювання і брак досвіду. Але в подальшому справи у команди пішли на лад і «ДніпроАзот» не тільки пробився у фінальний турнір, а й зумів зайняти в ньому четверте місце, яке дало можливість клубу завоювати заповітну путівку до вищої ліги. У перших двох сезонах команду тренував Юрій Мокієнко.
Спочатку завданням дніпродзержинців на сезон 2007/08 років було потрапляння у фінальний турнір вищої ліги. Але якісне поповнення команди (Алфьоров, Шакула, Квітковський, а трохи пізніше і Борисенко) укупі зі здоровою обстановкою в колективі дозволило «Дніпро-Азоту» прийняти впевнений старт в чемпіонаті, а перемога над БК «Донецьк» остаточно переконала в тому, що команда здатна на більше. І хоча донецькому клубу вдалося все ж піти у відрив і посісти перше місце, другу сходинку в турнірній таблиці дніпродзержинці нікому не віддали. Срібні нагороди вибороли: Сергій Алфьоров, Тимур Євсеєвичев, Єгор Большаков, Роман Литвин, Євген Буяков, Михайло Подопригора, Роман Німенко, Костянтин Шакула, Станіслав Дикий, Ярослав Квітковський, Юрій Тороп, Віктор Давиденко, Михайло Зайцев, Олексій Борисенко, Олександр Єршов. Тренували «ДніпроАзот» в сезоні 2007/08 Олександр Євсеєвичев і Юрій Мокієнко.
Наступний сезон став для дніпродзержинців знаковим. Розбіжності, що виникли між рядом клубів та Федерацією баскетболу України, призвели до утворення двох паралельних чемпіонатів — під егідою Федерації і УБЛ. «ДніпроАзот» отримав запрошення в УБЛ і з радістю цим скористався — досвід поєдинків з такими відомими в країні колективами, як «МБК Одеса», «Дніпро», "" Будівельник "" та іншими дорогого вартий. В ході регулярного чемпіонату УБЛ азотівців звикали до нового оточення, в деяких іграх тільки брак досвіду не дозволив команді домогтися перемоги — в результаті «ДніпроАзот» зайняв 9-е місце. Зміна Регламенту, а саме введення перехідного турніру зіграло на руку кам'янчанам — команда вже встигла визначити і награти склад — і «ДніпроАзот» зумів вийти в стадію плей-офф, посівши в підсумку 7-е місце. Успішно виступила команда і в розіграші Кубка УБЛ, пробившись у фінальний «Турнір чотирьох». Лідерами «ДніпроАзот» в сезоні 2008/09 рр. були американські легіонери Джерел Аллен і Чед Ейчельбергер, Едмундс Габранс, що став одним з найкращих розпасовщиків чемпіонату. Свій внесок в успішний виступ команди внесли також Станіслав Сокур, Сергій Алфьоров, Марюс Янішюс. Керували дніпродзержинської командою Георгій Ступенчук і Юрій Мокієнко.
Сезон 2009/10 знову зібрав найсильніші клуби України в один чемпіонат Суперліги, який стала проводити Асоціація баскетбольних клубів. Кам'янчани дуже важко входили в турнір і після домашньої поразки від БК Київ в 15-му турі Георгій Ступенчук подав у відставку і команду очолив Ігор Чигринов, до цього тренував молодіжний склад «Будівельника», з яким у «ДніпроАзот» прийшло кілька молодих гравців. Незважаючи на досить коротку лавку і молодість виконавців (в кінці сезону на майданчику досить багато часу проводили дублери) команда зуміла в ряді матчів «показати зуби» і здобути кілька хороших перемог. Хоча в підсумковій таблиці «ДніпроАзот» зайняв лише 12-е місце (при 14 учасниках) американський захисник Ламар Карім увійшов в число найкращих бомбардирів і розпасовщиків, на звичному рівні відіграв сезон Сокур, ряд непоганих матчів видали Юріс Умбрашко та Мігель Мортон.

## ДніпроАЗОТ в чемпіонатах України
| Рік       | Місце | Дивізіон  | Примітки   |
| --------- | ----- | --------- | ---------- |
| 2012/2013 | 13    | Суперліга |            |
| 2011/2012 | 11    | Суперліга |            |
| 2010/2011 | 10    | Суперліга |            |
| 2009/2010 | 12    | Суперліга |            |
| 2008/2009 | 7     | УБЛ       |            |
| 2007/2008 | 2     | Вища      | Підвищення |
| 2006/2007 | 4     | I ліга    | Підвищення |
| 2005/2006 |       |           |            |

## Досягнення
Срібний призер Вищої ліга України: 2007/08